# Tobias Kammerlander
Tobias Kammerlander (Salisburgo, 25 marzo 1986) è un ex combinatista nordico austriaco.

## Biografia
In Coppa del Mondo di combinata nordica ha esordito il 27 dicembre 2008 a Oberhof (22°) e ha ottenuto il primo podio il 24 gennaio 2010 a Schonach (3°). Non ha partecipato né a rassegne olimpiche né iridate.

## Palmarès

### Mondiali juniores
- 1 medaglia:
  - 1 argento (gara a squadre a Kranj 2006)

### Coppa del Mondo
- Miglior piazzamento in classifica generale: 34º nel 2011
- 1 podio (a squadre):
  - 1 terzo posto